# Ronehamn
Ronehamn är en småort i Gotlands kommun i Gotlands län, belägen på sydöstra Gotland cirka 11 km sydöst om Hemse.
Ronehamn består av ett mindre samhälle, en lant- och fiskehamn samt småbåts- och gästhamn. Det finns även en matvarubutik som heter "Nära dej".
I hamnen står en 60 meter hög silo, som fram tills 2007 använts till förvaring av spannmål. Sen dess har byggnaden stått tom. År 2014 lyftes planer om att bygga lägenheter i silon, men på grund av begränsningar för reningsverket så startade aldrig projektet. 2021 meddelade lantmännen att de planerade att riva silon.  Istället för rivning avyttrades silon i april 2025 till företaget Gotlandschips, som planerar att använda byggnaden för potatislagring till sin produktion av chips.

## Historia
I omgivningarna finns en mångfald av kulturminnen i form av stenrösen från bronsåldern och så kallade slipskårestenar. Ett av de mest kända är Uggarde rojr, som är ett av de största bronsåldersrösena i Norden.

## Samhället
Norr om hamnen ligger Hus fiskeläge, typiskt med sina vågbrytare i sten och små fiskebodar i både sten och trä, vissa med karaktäristiska flistak.
Strax söder om hamnen finns badplats med camping. Vidare söderut ligger Ålarve naturreservat.

## Evenemang
Ronehamnsdagen arrangerades från 1980-talet till 2017 av den numera upplösta Rone rödakorskrets i slutet av juli med lotterier, tipspromenad och försäljning.
Tidigare arrangerades även Ronehamnscupen i fotboll har sedan starten 2000 spelats på Ronehamnsvallen andra lördagen i juli.

## Bilder

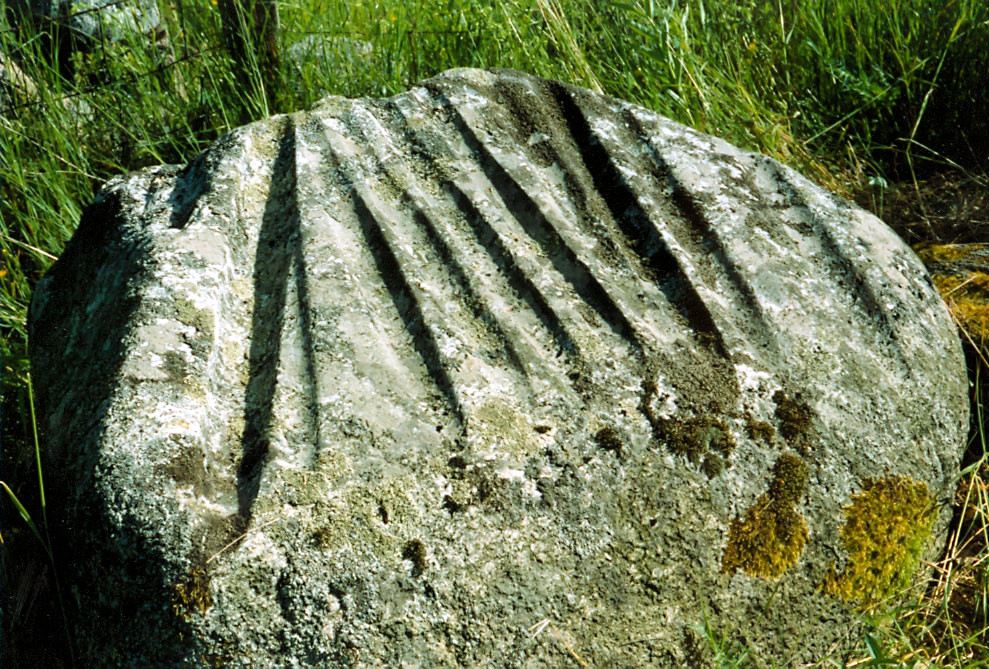
Slipskåresten från Ronehamn.
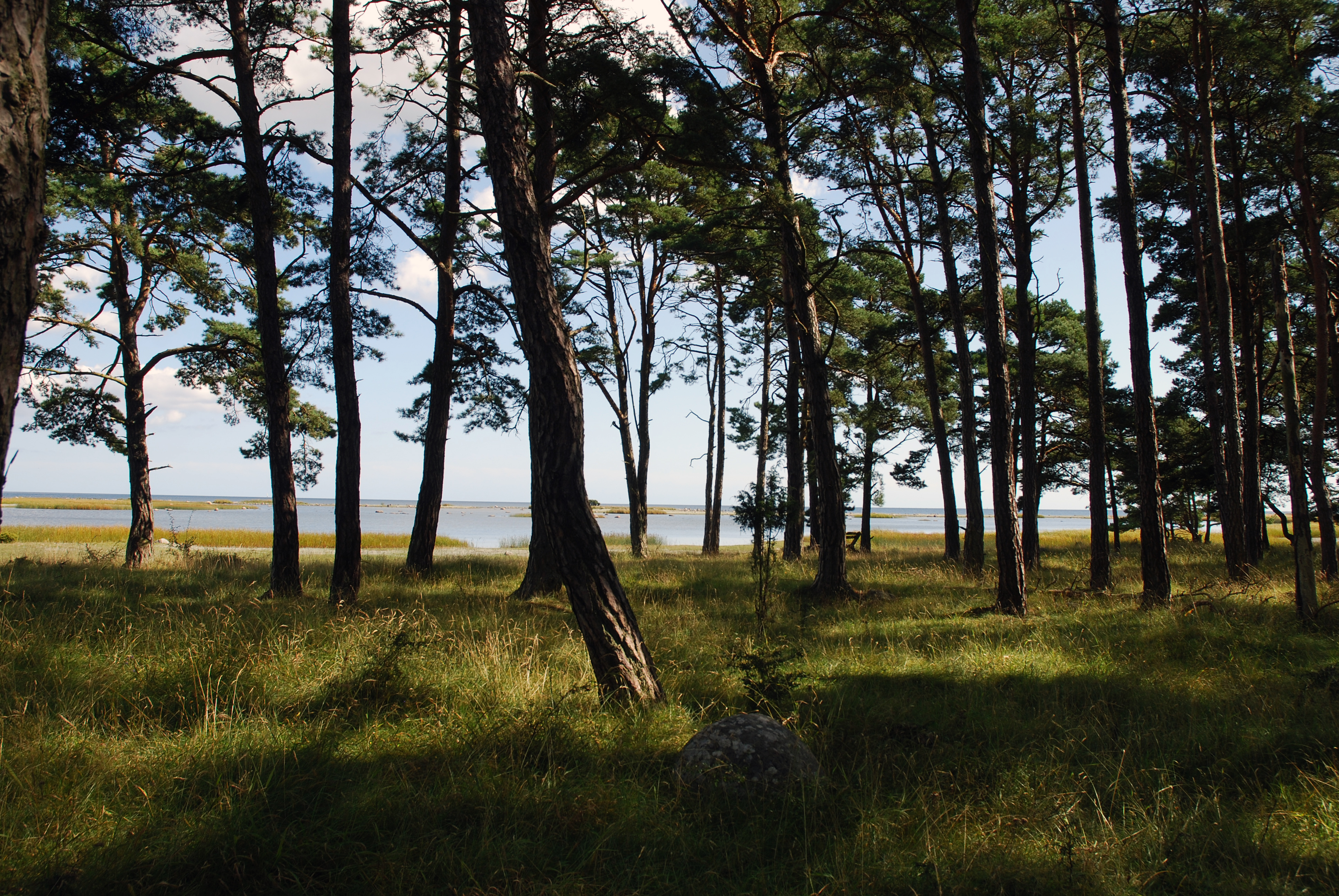
Träd i Ronehamn, augusti 2009.
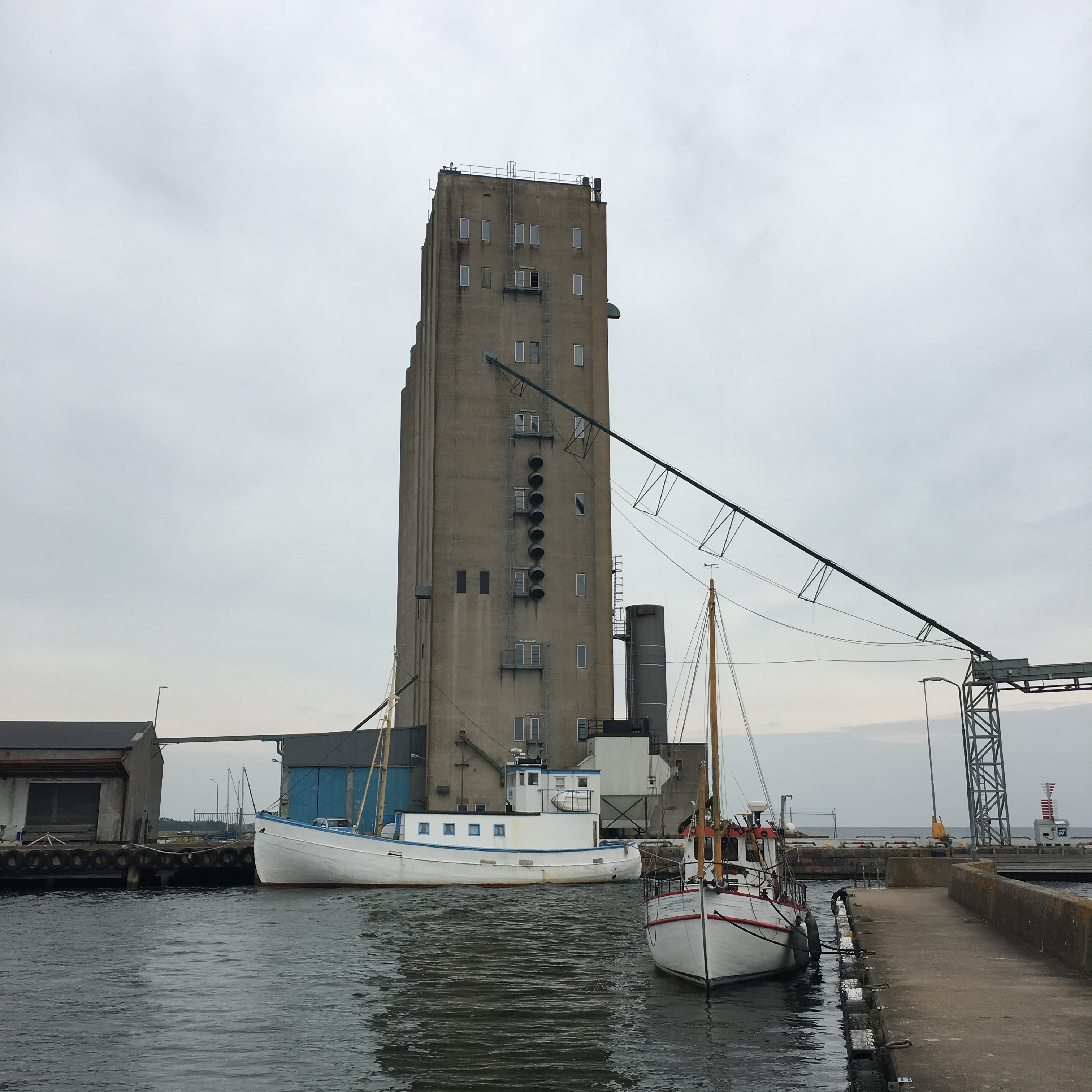
Silon i Ronehamn
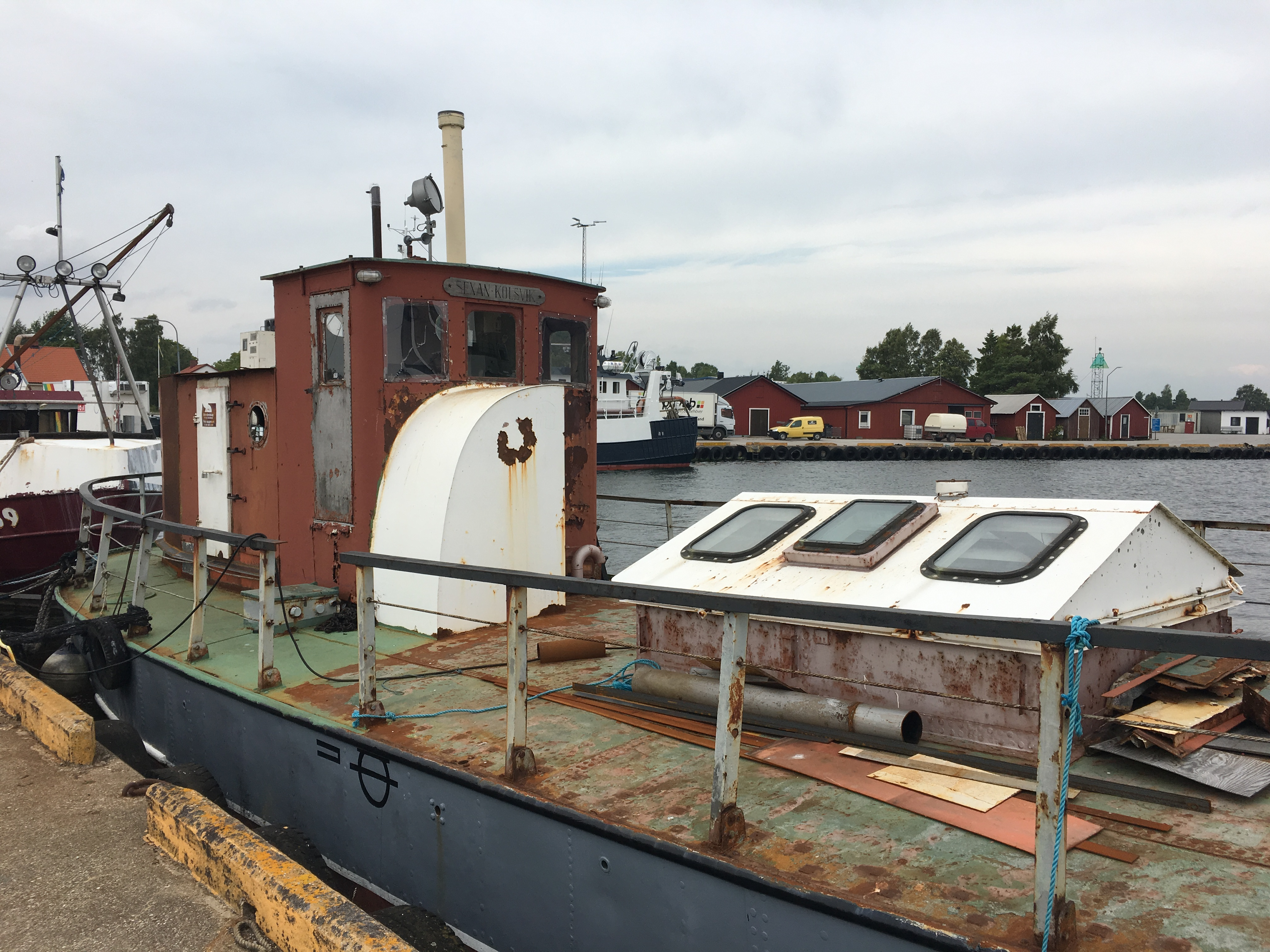
Hamnen i Ronehamn